# ГЕС Tiānlónghú
ГЕС Tiānlónghú (天龙湖水电站) — гідроелектростанція у центральній частині Китаю в провінції Сичуань. Знаходячись перед ГЕС Jīnlóngtán, входить до складу каскаду на річці Міньцзян, великій лівій притоці Дзинші (верхня течія Янцзи).
Для створення водосховища використали природну запруду, яка утворилась у серпні 1933 року внаслідок землетрусу. Утримувану нею водойму з рівнем поверхні на позначці 2148 метрів НРМ та об'ємом 31,2 млн м3 перетворили на резервуар із корисним об'ємом 7,5 млн м3. Ресурс із нього подається через прокладений у правобережному гріському масиві дериваційний тунель довжиною 6,8 км з діаметром 6 метрів.
Основне обладнання станції становлять три турбіни потужністю по 60 МВт, які використовують напір у 210 метрів та забезпечують виробництво 996 млн кВт·год електроенергії на рік.
Видача продукції відбувається по ЛЕП, розрахованим на роботу під напругою 220 кВ та 110 кВ.